# Жанна Крепо
Жáнна Крепó (фр. Jeanne Crépeau; нар. 1961 року, Монреаль, Квебек, Канада) — канадійська  кінорежисерка та сценаристка. Крепо є відкритою лесбійкою, багато її картин сфільмовано на ЛГБТ-тематику.
У кінці 1980-х та на початку 1990-х, під час стажування у Національному кінематографічному управлінні Канади та в Канадійському кіноцентрі, зняла серію короткометражних фільмів. Її робота «Фільм Жустін» (фр. Le film de Justine, 1989), показана в межах Торонтського міжнародного кінофестивалю, отримала схвальні відгуки від журі. 1990 року, вже на Йорктонському кінофестивалі, своєю роботою, Крепо здобула нагороду за найкращий експериментальний фільм, найкращу режисуру та найкращу звукову доріжку.
1991 року Крепо, разом з танцювальною трупою «Танець Бругага» (фр. Brouhaha Danse), створила відеоперформанс «Клер» (фр. Claire), присвячений убитій танцівниці Клер Самсон.
Крепо мала намір зняти свій дебютний художній фільм про олімпійського плавця, але в режисерки виникли труднощі із фінансуванням. Вона переписала сценарій фільму та впродовж двох місяців винаймала будинок друга у Східних кантонах, що послужив знімальним майданчиком. Першопоказ фільму «Побачити Жулі» відбувся 1998 року. Стрічка здобула глядацьку нагороду на Лесбійському та феміністичному кінофестивалі у Парижі 1999 року.

## Фільмографія
- L'Usure — 1986
- Gerçure — 1988
- Le film de Justine — 1989
- La Tranchée — 1991
- Claire et l'obscurité — 1991
- Revoir Julie — 1998
- La solitude de Monsieur Turgeon — 2001
- La beauté du geste — 2004
- Jouer Ponette — 2007
- Suivre Catherine — 2008
- La fille de Montréal — 2010